# Zespół Nevo
Zespół Nevo (ang. Nevo syndrome, Cerebral gigantism, Nevo type) – genetycznie uwarunkowany zespół wad wrodzonych, dziedziczony autosomalnie recesywnie. Charakteryzuje się nadmiernym rozwojem zarówno w okresie prenatalnym, jak i po urodzeniu, nadmierną elastycznością stawów, kifozą, hipotonią mięśniową oraz niepełnosprawnością intelektualną.
Zespół został po raz pierwszy opisany w 1974 przez izraelską lekarz Sarę Nevo. W sumie opisano sześć przypadków w większości u osób pochodzenia arabskiego (1997). Zespół spowodowany jest uszkodzeniem genu PLOD1 zlokalizowanego na ramieniu krótkim chromosomu 1 w regionie p36.
Obecnie zespół ten jest uważany za kifoskoliotyczną postać zespołu Ehlersa-Danlosa (dawniej typ VI lub VIa).